# École nationale supérieure du pétrole et des moteurs
De École nationale supérieure du pétrole et des moteurs, ook wel IFP School, is een in 1954 opgerichte grande école (technische universiteit) in Rueil-Malmaison, een voorstad van Parijs.
De school leidt ingenieurs op in vier gebieden:
- Motoren en duurzame mobiliteit
- Energiebesparing en energiebeheer
- Energieprocessen en chemische processen
- Georesources en energie.

## Campus
De campus ligt in het IFP Énergies nouvelles van Rueil-Malmaison.

## Diploma
Mensen met een diploma van van de IFP School worden bijvoorbeeld technisch manager of onderzoeker in een werkbouwkundige omgeving.
Diploma's die te behalen zijn:
- Ingenieursdiploma Master: 'Ingénieur IFP School' (300 ECTS)
- Doctoraatsscholen
- Mastère Spécialisé, een eenjarige opleiding voor verdere specialisatie.

Daarnaast kunnen studenten een Massive open online course.